# 罗斯 (塔斯马尼亚州)
罗斯（Ross）是個位于澳大利亚塔斯马尼亚州中部的城镇，处于从霍巴特到朗瑟士敦的「一号公路」旁，经过麦考利河（Macquarie River）。

## 历史
1821年，地方长官拉兰·麦考利（Governor Lachlan Macquarie）途经此地，记录下如下的话：
我命名昨晚经过的地方为“罗斯”，用以纪念H.M.Buchanan Esqr.在苏格兰Loch-Lomond的乡村别墅。麦考利河右侧的部分极像苏格兰的阿盖耳平原（Argyle Plains），看起来美极了。
1821年下半年，一座石桥建立起来，用以连接霍巴特和朗瑟士敦。随后罗斯发展为一座兵站，并成为附近村庄的贸易中心。1848年到1854年，大约有1万2千名女性流放犯路过此地，被发配到朗瑟士敦或霍巴特的女囚工厂。

## 建筑
在罗斯镇中心，建有一座纪念阵亡士兵的方尖碑，一座士兵雕塑，並放置着一门大炮。这座士兵雕塑是为了纪念小镇第一位为国捐躯的士兵——A.E.Fitzallen，他于1902年5月30日在南澳的Elandsfontein服役时，因伤寒而死，年仅20岁。从他以后，陆陆续续有很多当地士兵参加一战、二战、韩战，并为国捐躯，他们的名字全都刻在纪念碑上為念。
罗斯镇的教堂也历史悠久。此教堂是塔斯马尼亚历史最悠久的教堂之一，隶属麦考利教区（Macqarie Parish）；建于1885年，是卫理公会派的教堂（Methodist/Wesleyan Church）。

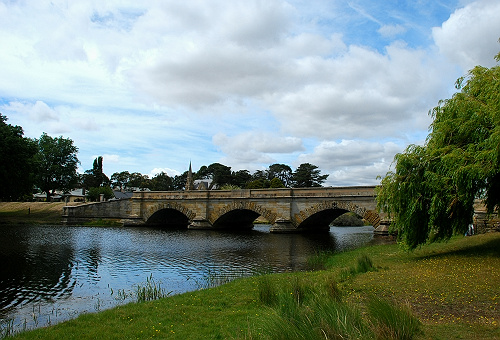
罗斯桥

罗斯桥是罗斯镇最具代表性的建築之一。该桥始建于1821年，当时只是用石头建造桥墩，然后放上木板搭建的简易桥，但于1829年倒塌。1836年重建，就是现在的大石桥样子。1836年10月21日，由塔斯马尼亚总督亚瑟（Arthur）宣布罗斯桥竣工通车。这座桥設計得相当精美，特别是桥拱上的雕塑尤其杰出，可以与澳洲最古老的石桥里奇蒙德古桥媲美。

## 旅游
罗斯镇的羊毛中心记载着塔斯马尼亚羊毛產業的历史。

## 图库

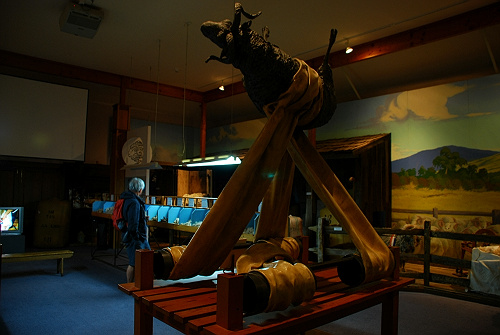
羊毛中心
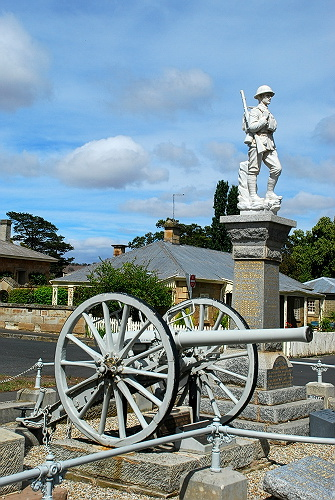
罗斯镇雕塑
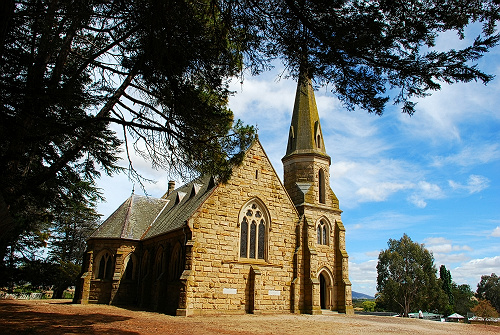
卫理公会派教堂